# Busto de Camilla Barbadoni
O Busto de Camilla Barbadoni é um retrato escultural produzido em 1619 pelo artista italiano Gian Lorenzo Bernini. Retrata a mãe do Papa Urbano VIII, Camilla Barbadoni, falecida em 1623.